# 디어 헌터
《디어 헌터》(영어: The Deer Hunter)는 1978년 개봉한 미국의 서사 전쟁 드라마 영화이다. 유니버설 픽처스에서 제작하고, 감독 마이클 치미노가 데릭 워시번과 공동 각본을 썼다. 로버트 드니로, 크리스토퍼 워컨, 존 새비지, 메릴 스트리프 등이 출연하였다. 반전주의 사상을 담은 베트남 전쟁 영화이다.
1979년 제51회 아카데미상에서 작품상, 감독상, 남우 조연상(크리스토퍼 워컨), 음향상, 편집상을 수상하였으며, 메릴 스트리프는 이 영화를 통해 아카데미상에 처음 후보로 지명되었다(여우 조연상). 같은 해 제44회 뉴욕 영화 비평가 협회상 작품상을 받았다.
1996년 미국 의회도서관에 의해 문화적으로, 역사적으로, 미적으로 중요함을 인정받아 미국 국립영화등기부에 선정, 보존되었다.

## 줄거리
1968년 펜실베이니아 클레어턴의 슬라브계 노동계급 마을 제철소 직원 마이크, 스티븐, 닉은 베트남 전쟁 징집을 코앞에 두고 있다. 스티븐은 앤절라와 약혼했지만 사실 앤절라는 비밀리에 다른 남자의 아이를 밴 상태이다. 마이크와 닉은 알코올 의존증 아버지에게 학대를 받는 린다를 동시에 사랑한다. 스티븐과 앤절라의 결혼식 날 닉은 충동적으로 린다에게 청혼하고, 린다는 이를 받아들인다. 마지막으로 떠난 사슴 사냥에서 마이크는 사슴을 한 방에 죽인다.
1969년 베트남에서 닉, 스티븐, 특전 부대원 마이크는 베트콩에게 붙잡혀 러시안 룰렛 도박판 게임 말이 된다. 마이크는 베트콩이 리볼버 실린더에 총알 세 발을 집어넣게 유도하고, 이를 써서 두 명을 죽인 뒤 다 같이 강을 따라 도망친다. 셋은 미군 헬리콥터에 발견되고 닉이 먼저 확보된다. 그러나 헬리콥터 활주부를 붙잡고 있던 스티븐이 강으로 도로 떨어지자 마이크는 스티븐을 구하기 위해 본인도 떨어진다.
스티븐은 강 바닥 돌에 부딪혀 두 다리가 모두 부러져 버리고, 마이크는 스티븐을 업고 이동하여 난민 무리와 남베트남 육군 호송대에 합류해 사이공으로 탈출한다. 군사 병원에서 퇴원한 후 PTSD에 시달리게 된 닉은 사이공 도박장을 전전하던 중 러시안 룰렛 도박판에 끼어들어 본인 관자놀이에 총구를 대고 방아쇠를 당긴다. 마이크는 우연히 이 모습을 목격하고, 닉은 달아난다.
고향으로 돌아온 마이크는 일반인의 삶에 적응하지 못하고, 전쟁을 경험하지 않은 친구 스탠과 존은 마이크를 이해하지 못한다. 마이크는 린다로부터 닉이 탈영했다는 걸 알게 되고, 린다와 마이크는 서로에게서 위안을 찾는다. 이제 어머니가 된 앤절라는 두 다리를 모두 절단하고 한쪽 팔까지 못 쓰게 된 스티븐이 돌아온 후로 긴장증을 앓고 있다.
마이크는 사슴 사냥을 떠나지만 사슴을 쏘려다가 관둔다. 오두막에서 액설과 시비가 붙은 스탠이 피스톨로 액설을 위협하자 마이크는 이를 뺏어 약실에 총알을 하나 넣고 빈 탄약을 스탠의 머리에 쏜다.
마이크는 보훈 병원에 있는 스티븐을 찾아가고, 스티븐이 매달 베트남에서 신원을 알 수 없는 인물로부터 큰돈을 송금받고 있다는 얘기를 하자 송금인이 닉이라는 걸 직감한다. 마이크는 보훈 병원에 머물기를 고집하는 스티븐을 억지로 앤절라 곁으로 돌아가게 한다.
마이크는 함락이 임박한 사이공으로 돌아가 러시안 룰렛 도박판 게임 말이 되어 있는 닉을 찾아낸다. 닉이 자신을 알아보지 못하자 마이크는 닉에게 함께 사슴 사냥을 갔던 추억을 얘기해 보지만 닉은 반응을 보이지 않는다. 그러나 닉은 마이크와 러시안 룰렛 게임을 하던 중 마이크의 사슴 사냥 “한 방” 수법을 기억해 내고는 미소를 지은 뒤 방아쇠를 당겨 자살한다.
장례식 후 조용하고 침울한 바에서 존은 닉을 기리며 “God Bless America”를 부르기 시작하고 모두가 동참한다.

## 출연진
- 로버트 드니로 - 마이클 “마이크” 브론스키 하사 역
- 크리스토퍼 워컨 - 니커노어 “닉” 체보터레비치 상등병 역
- 존 새비지 - 스티븐 푸시코프 상등병 역
- 존 커제일 - 스탠리 “스탠”/“스토시” 역
- 메릴 스트리프 - 린다 역
- 조지 전자 - 존 웰시 역: 바텐더.
- 셜리 스톨러 - 스티븐의 어머니 역
- 에이미 라이트 - 피터 “액설” 액설로드 역
- 조 그리파시 - 밴드 지휘자 역

## 우리말 녹음
| MBC 성우진 (1990년 1월 2일) - 신성호 - 마이클(로버트 드니로) - 김관철 - 닉(크리스토퍼 워컨) - 이영달 - 박소현 - 강미 - 박태호 - 이명숙 - 전임복 - 탁재인 - 박인숙 - 이인성 - 최상기 - 곽대홍 - 이선주 - 김정신 - 이병식 - 이윤연 - 황윤걸 - 김동현 - 김영훈 | KBS 성우진 (1999년 3월 12일) - 양지운 - 마이클(로버트 드니로) - 김환진 - 닉(크리스토퍼 워컨) - 장유진 - 린다(메릴 스트리프) - 유동현 - 스티븐(존 새비지) - 김익태 - 스탠리(존 커제일) - 정민희 - 성선녀 - 신흥철 - 성창수 - 박규웅 - 문관일 - 양정애 - 김영진 - 박형욱 KBS 제작진 - 녹음 - 홍유선 - 그래픽 - 이미경 - 편집감독 - 성수현 - 편집 - 이윤주, 김준석 - 번역 - 민숙원 - 연출 - 서원석 - 우리말제작 - KBS 영상사업단 |  |